# Ernestine van der Wall
Ernestine Gesine Everdine van der Wall (Ermelo, 19 april 1953) is een Nederlandse hoogleraar (emeritus sinds 2018) in de cultuur en geschiedenis van het christendom. Haar onderzoek richt zich op het religieus liberalisme in Europa en Noord-Amerika, en in het bijzonder op de relatie tussen religie en Verlichting in de westerse cultuur.

## Biografie

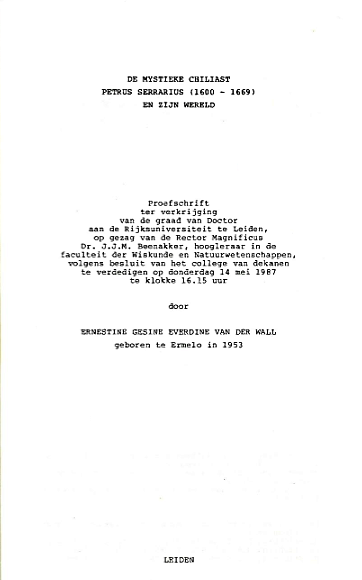
Proefschrift 1987: E.G.E. van der Wall, De mystieke chiliast Petrus Serrarius (1660-1669) en zijn wereld

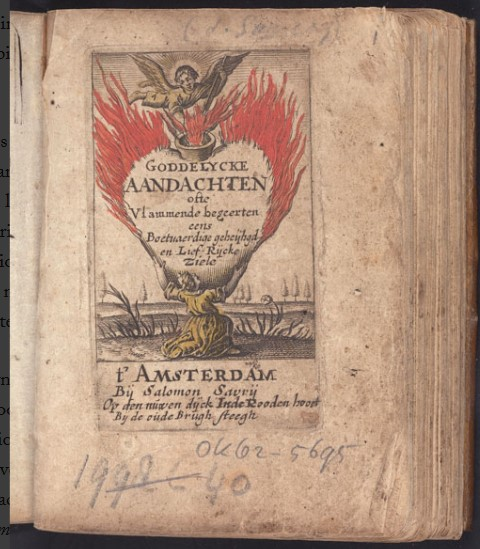
Een boek uit 1653 van Petrus Serrarius, het onderwerp van Van der Walls proefschrift. Titelpagina: Goddelycke aandachten ofte vlammende begeerten, Amsterdam, Salomon Savrij, 1653.

Van der Wall promoveerde in 1987 op het proefschrift De mystieke chiliast Petrus Serrarius (1600-1669) en zijn wereld. Sinds 1 september 1992 is zij als hoogleraar verbonden aan de Universiteit Leiden, waar zij decaan was van de Faculteit der Godsdienstwetenschappen. Op 18 februari 1994 hield ze haar oratie.
Van der Wall was lid van het Gebiedsbestuur Geesteswetenschappen van de Nederlandse Organisatie voor Wetenschappelijk Onderzoek (NWO) en voorzitter van de Maatschappij der Nederlandse Letterkunde.  Zij is sinds 2004 lid van de Koninklijke Nederlandse Akademie van Wetenschappen. Op 1 mei 2008 werd zij gekozen tot voorzitter van de Afdeling Letterkunde en vice-president van de Akademie.
In 2009 werd Van der Wall door het tijdschrift Opzij genoemd op plaats 10 van de machtigste vrouwen van Nederland binnen de categorie Onderwijs & Wetenschap.